# إيرل وولف
إيرل وولف (بالإنجليزية: Earl Wolff)‏ هو لاعب كرة قدم أمريكية أمريكي، ولد في 15 ديسمبر 1989 في ريفورد في الولايات المتحدة.

## وصلات خارجية
- إيرل وولف على موقع مرجع كرة القدم المحترفة.كوم (الإنجليزية)